# Turning Point USA
Turning Point USA (TPUSA) es una organización sin ánimo de lucro estadounidense que milita los valores conservadores en los campus de los institutos, colegios y universidades. La organización fue fundada en 2012 por Charlie Kirk y Bill Montgomery. Las organizaciones hermanas de TPUSA son Turning Point Endowment, Turning Point Action, Estudiantes por Trump y Turning Point Faith. El grupo también colabora estrechamente con PragerU. Según el Chronicle of Higher Education, TPUSA "es ahora la fuerza dominante en el conservadurismo universitario".
La organización es conocida por su lista de observación de profesores, un sitio que afirma exponer a los profesores que discriminan a los estudiantes conservadores y promueven la propaganda de izquierda en el aula. La Liga Antidifamación ha informado que los líderes y activistas de Turning Point USA supuestamente han hecho múltiples comentarios racistas o intolerantes y tienen vínculos con el extremismo. Según The Chronicle of Higher Education, TPUSA ha intentado influir en las elecciones del gobierno estudiantil en un esfuerzo por combatir el liberalismo en los campus universitarios y universitarios. TPUSA también publica una lista de vigilancia de la junta escolar, para protestar contra la teoría crítica de la raza, el proyecto 1619, la educación sexual y los estudios de género, los mandatos de uso de máscaras y las vacunas obligatorias para el COVID-19. Turning Point USA apoya al lobby de las armas y a la Asociación Nacional del Rifle (NRA), está a favor del uso de los combustibles fósiles, y se opone a grupos como Black Lives Matter.
Turning Point está financiado por donantes y fundaciones conservadoras, incluidos políticos republicanos.

## Actividades

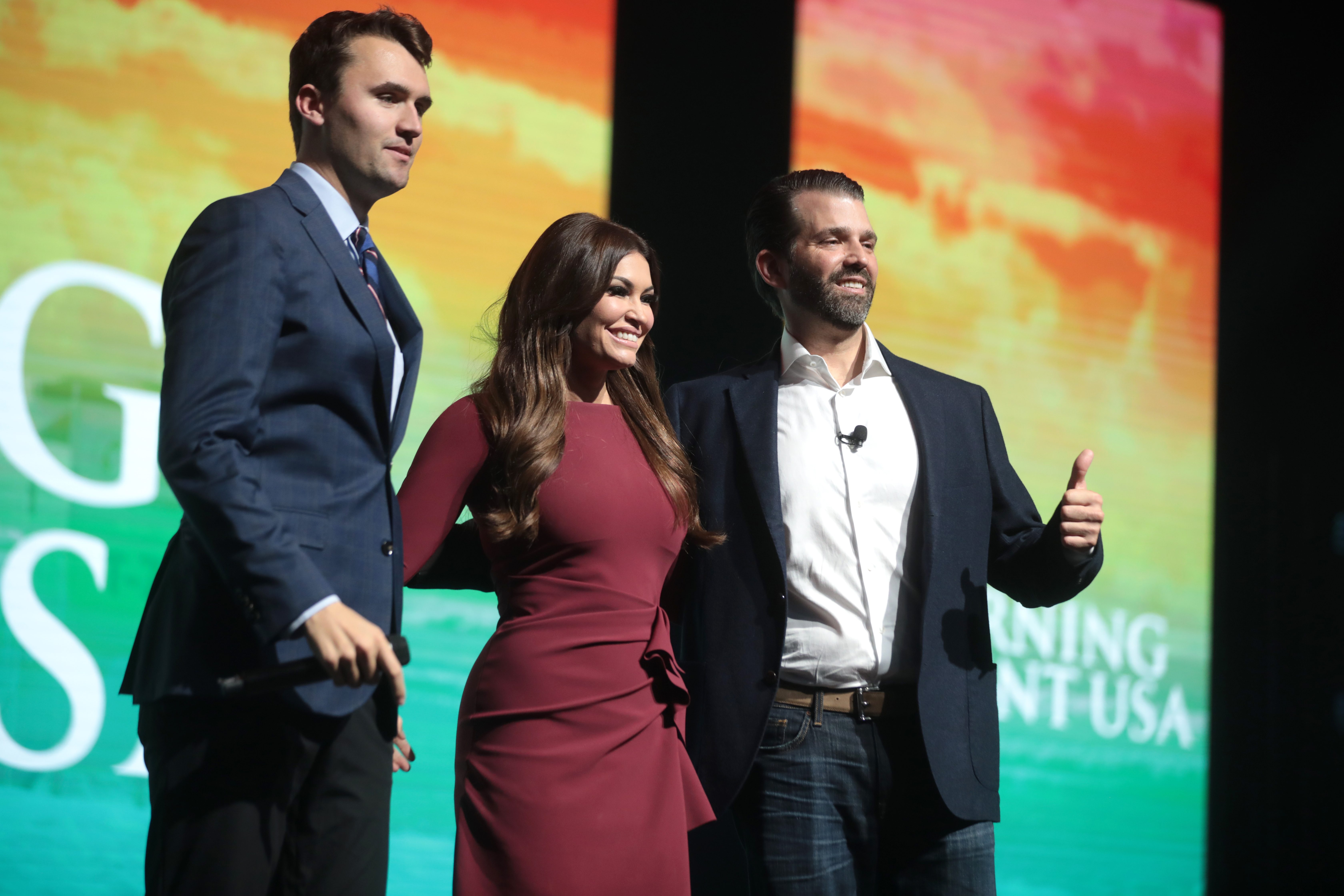
Charlie Kirk, Kimberly Guilfoyle y Donald Trump Jr., en el centro de convenciones del Condado de Palm Beach, en West Palm Beach, Florida, en 2019, en un acto organizado por Turning Point USA.

Esta organización apoya acciones como la Conferencia de Acción Política Conservadora (CPAC). La asociación también mantiene una lista de vigilancia de profesores, destinada a identificar a los profesores que promueven propaganda de izquierda en el aula. El grupo trabaja en estrecha colaboración con la organización PragerU.

## Financiación

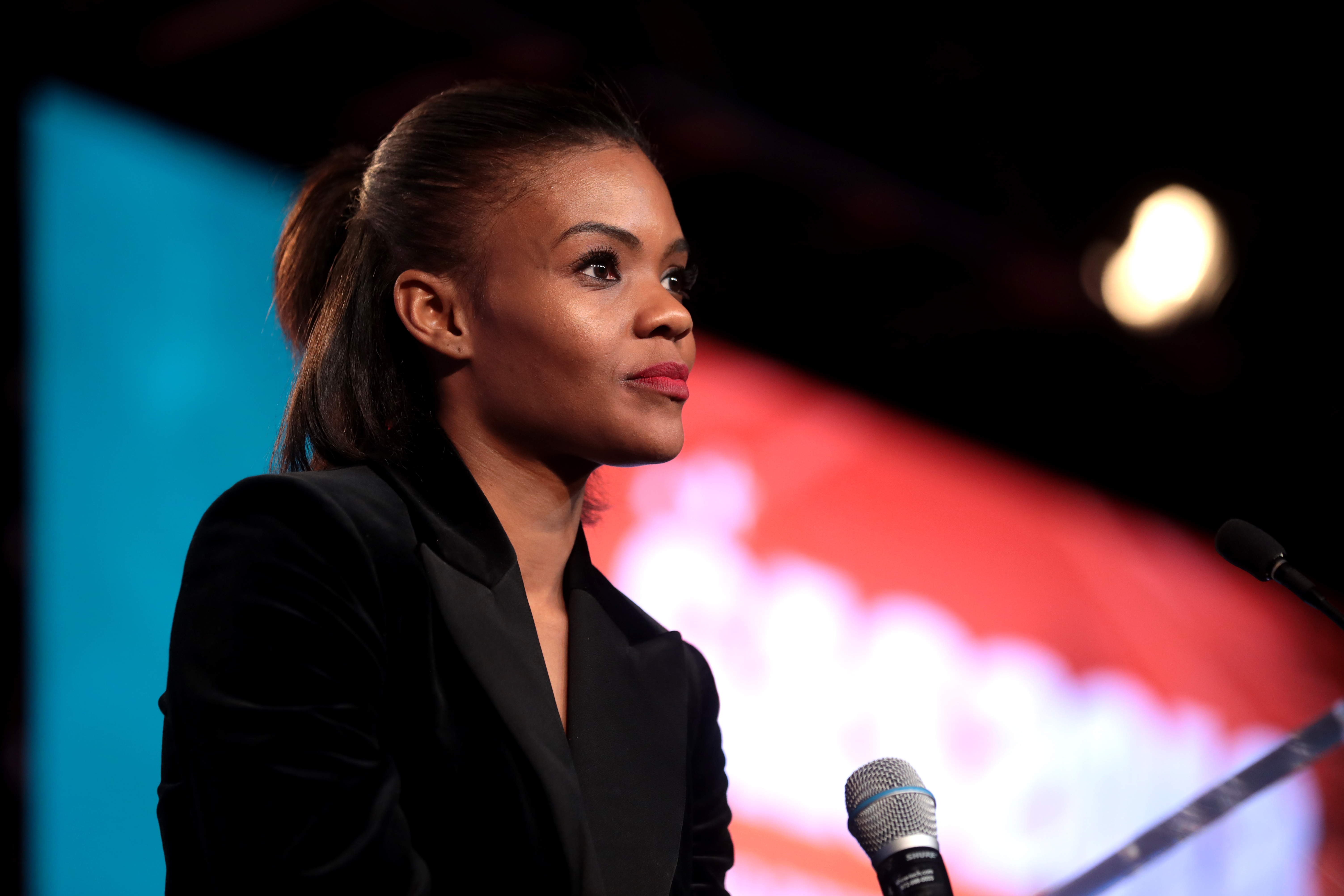
Candace Owens hablando con los asistentes a la Cumbre de Acción Estudiantil 2018 organizada por Turning Point USA en el Centro de Convenciones del Condado de Palm Beach en West Palm Beach, Florida.

Turning Point USA está financiado por diversos donantes y fundaciones conservadores y de derecha y varios políticos republicanos. Entre julio de 2016 y junio de 2017, la organización recaudó más de $ 8.2 millones de dólares estadounidenses, el mismo año, los registros filtrados encontraron que el grupo había canalizado miles de dólares a los gobiernos estudiantiles para elegir a delegados conservadores. Los donantes incluyen al cofundador de The Home Depot, Bernard Marcus, el exgobernador de Illinois Bruce Rauner, Richard Uihlein, y Donors Trust en nombre de los donantes privados.
En 2020, ProPublica investigó las finanzas de Turning Point USA y afirmó en su informe que la organización hizo afirmaciones financieras engañosas, que las auditorías no las realizó un auditor independiente y que los líderes se habían enriquecido mientras defendían al presidente Trump. ProPublica también informó que el salario de Charlie Kirk había aumentado de $27,000 dólares USA, a casi $300,000 dólares, y que había comprado un condominio de $855,000 dólares en Longboat Key, Florida. En 2020, Turning Point USA tuvo $39.2 millones de dólares en ingresos, en ese mismo periodo Charlie Kirk ganó un salario de más de $325,000 dólares USA.

## Distribución geográfica
Turning Point USA afirma tener aproximadamente 300 capítulos en instituciones educativas estadounidenses. En 2019, un equivalente en el Reino Unido, llamado Turning Point UK fue creado por un joven activista inglés, Darren Grimes, entonces gerente digital del Instituto de Asuntos Económicos (IEA), un think tank libertario dedicado a la promoción del mercado libre y el capitalismo neoliberal.